# Пастрана, Маурисио
Маурисио Антонио Пастрана Тапи (исп. Mauricio Antonio Pastrana Tapi, 20 января 1973, Эль-Ретен, Колумбия) — колумбийский боксёр-профессионал, выступавший в наилегчайшей (Flyweight) весовой категории. Чемпион мира в первой наилегчайшей (до 49 кг) весовой категории по версии IBF, 1997-1998., временный чемпион в наилегчайшей (до 50,8 кг) весовой категории по версии WBA, 1998.

## Профессиональная карьера
Пастрана дебютировал на профессиональном ринге в октябре 1991 года в наилегчайшей весовой категории (до 49 кг). Провёл 13 беспроигрышных поединков на родине в Колумбии, против малоизвестных боксёров. В 14-м бою нокаутировал в 6-м раунде непобеждённого соотечественника Луиса Дориа (12-0), и завоевал титул чемпиона Латинской Америки по версии IBF в первой наилегчайшей весовой категории.

### Восхождение на чемпионский уровень
В следующем бою, который прошёл в январе 1997 года. победил по очкам опытного боксёра, трёхкратного чемпиона мира, Майкла Карбахаля (44-2), и стал новым чемпионом мира по версии IBF.
Трижды защитил титул чемпиона мира, а затем в четвёртой защите, нокаутировал бывшего чемпиона мира, Карлоса Мурильо, но Пастрана превысил лимит весовой категории, и был лишён титула. После этой победы поднялся в наилегчайшую весовую категорию (до 50,8 кг).
3 октября 1998 года победил по очкам Хосе Бонилью, и стал временным чемпионом мира по версии WBA, (в весовой категории до 58,кг). Затем победил венесуэльца Эдисона Торреса и завоевал титул чемпиона мира по версии IBO.
В феврале 2000 года потерпел первое поражение на профессиональном ринге. Проиграл по очкам мексиканцу, Хорхе Ласивре.
Затем Пастрана провёл близкий бой с мексиканцем Аднаном Варгасом за титул чемпиона Северной Америки по версии NABF в весовой категории до 53,5 кг. Маурисио проиграл близким решением, а в следующем бою нанёс первое поражение небитому ранее мексиканцу, Хериерто Руису. В 2001 году за титул IBA, победил пуэрториканца Хосе Лопеса.
В июне 2001 года потерпел третье поражение. В бою за титул чемпиона мира по версии IBF, проиграл по очкам колумбийцу, Феликсу Мачадо. В этом же году ещё дважды успешно защитил титул по версии IBA.
В 2002 году свёл вничью бой с мексиканцем Исидо Гарсией. В 2003 году защитил титул по версии IBA в весовой категории до 52,2 кг, а затем выиграл ещё один титул по версии IBA, в весовой категории до 53,5 кг.
В 2003 году проиграл по очкам мексиканцу Рафаэлю Маркесу. В ноябре 2004 года вновь встретился с Рафаэлем Маркесом, и впервые потерпел досрочное поражение.
В 2007 году нокаутировал Антонио Эскалане.

### Спад карьеры. Череда поражений
С декабря 2007 года проиграл почти все свои бои. Проиграл нокаутом панамцу Кабальеро Селестино, мексиканцу Джонни Гонсалесу, американцу Гэри Расселлу младшему, американцу Майки Гарсии и многим другим бокёрам.